# Lars Christopher Vilsvik
Lars Christopher Vilsvik (* 18. Oktober 1988 in Berlin) ist ein deutsch-norwegischer Fußballspieler. Der Abwehrspieler spielt derzeit bei Strømsgodset IF in der norwegischen Tippeligaen und für die norwegische Nationalmannschaft.

## Herkunft
Vilsvik wurde, als Sohn eines norwegischen Vaters und einer deutschen Mutter, in Berlin geboren und wuchs dort auch auf.

## Karriere

### Verein
Lars-Christopher Vilsvik begann seine Fußballkarriere als 6-Jähriger bei Tennis Borussia Berlin, wo er zusammen mit Jérôme Boateng spielte. Im Alter von 16 Jahren kam Vilsvik zum Lichterfelder FC, wo er zu Einsätzen in der Oberliga Nordost kam.
Vilsviks Tante väterlicherseits arbeitet im Vertriebsbezirk von Mercedes-Benz zu Drammen. Durch Kontakte zu Strømsgodset IF, dessen Sponsor auch besagter Mercedes-Vertriebsbezirk ist, seitens des Onkels kam auch ein Probetraining für Vilsvik. Im November 2009 konnte Vilksvik dort überzeugen. Kurz darauf unterschrieb Vilsvik einen 3-Jahres-Vertrag. Sein Debüt feierte Vilsvik im Ligaspiel gegen Sandefjord Fotball am 5. Spieltag, als er in der 86. Minute eingewechselt wurde. Das erste Spiel von Beginn an gab er gegen Molde FK, welches 3:2 gewonnen wurde. Mit dem Verein aus der Provinz Buskerud belegte Vilsvik am Ende der Saison 2010 den siebten Tabellenplatz und konnte das Pokalfinale gegen den Zweitligisten Follo Fotball gewinnen, sodass der Verein in der Saison 2011/12 in der Europa League antrat, wo man jedoch in der 3. Qualifikationsrunde beide Spiele gegen Atlético Madrid verlor.

### Nationalmannschaft
Nach guten Leistungen für Strømsgodset IF wurde er für den im Januar 2012 stattfindenden King’s Cup in Thailand vom Nationaltrainer Egil Olsen in die Norwegische Fußballnationalmannschaft berufen. Am 15. Januar 2012 gab er im Spiel gegen Dänemark (1:1) sein Debüt. Da es sich bei der dänischen Auswahl um ein inoffizielles Team handelte, zählt der Einsatz nicht als offizielles Länderspiel. Das erste offizielle Länderspiel bestritt er drei Tage später beim 1:0-Sieg gegen Thailand.

## Erfolge
Norwegischer Pokalsieger 2010, Norwegischer Vizemeister 2012